# Christiane Schumann

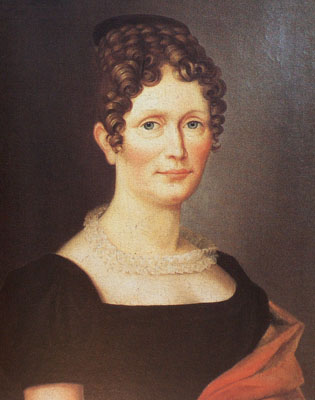
Christiane Schumann im Jahr 1810. Ölgemälde von Gotthelf Leberecht Glaeser

Christiane Schumann, geb. Schnabel (* 28. November 1767 in Karsdorf; † 4. Februar 1836 in Zwickau), war die Ehefrau von August Schumann (1773–1826) und Mutter des Komponisten Robert Schumann (1810–1856). Der gesamte erhalten gebliebene Briefwechsel zwischen Christiane Schumann und ihrem Sohn wurde wissenschaftlich aufgearbeitet und 2020 im Rahmen der Schumann-Briefedition veröffentlicht.

## Leben und Wirken
Johanna Christiana (spätere Namensform: Johanne Christiane) Schnabel war die älteste Tochter von Abraham Gottlob Schnabel (1737–1809) und Johanna Sophia geb. Lessing (1745–1818) und eine Großnichte Gotthold Ephraim Lessings. Sie hatte zehn Geschwister, von denen jedoch nur vier das Erwachsenenalter erreichten. Ihr Vater diente in der kursächsischen Armee als Feldscher in Karsdorf und ließ sich 1768 als Stadt- und Ratschirurg in Zeitz nieder.
Am 25. Oktober 1795 heiratete sie in Geußnitz bei Zeitz August Schumann (1773–1826), der 1793 als Buchhandelsgehilfe nach Zeitz gekommen war und zur Untermiete im Hause Abraham Schnabels am Altmarkt 3 wohnte. Das Ehepaar lebte in den folgenden Jahren in Ronneburg, wo August Schumann eine Buchhandlung eröffnete, in der auch Christiane Schumann Tätigkeiten übernahm und persönlichen Umgang mit den Kunden wie z. B. Johann Gottlieb Fichte hatte. 1808 zog die Familie nach Zwickau. Dort führte August Schumann die Verlagsbuchhandlung unter dem Namen „Gebrüder Schumann“ weiter. Aus der Ehe gingen fünf Kinder hervor: Emilie, geboren 1796, die in ihrer Jugend Züge von „stillem Wahnsinn“ gezeigt haben soll und sich 1826 das Leben nahm, Eduard (1799–1839), Carl (1801–1849), Julius (1804–1833) und Robert (1810–1856).
Aufgrund einer als „Nervenfieber“ bezeichneten Erkrankung Christiane Schumanns wurde Robert als Kleinkind vermutlich von 1814 bis 1816 von seiner Patin Eleonora Carolina Elisabeth Ruppius, der Ehefrau des befreundeten Zwickauer „Rechtskonsulenten und Stadtvoigts“ Carl Heinrich Ruppius, betreut.
Christiane Schumann wurde vom Robert-Schumann-Biografen Wilhelm Joseph von Wasielewski als eine einnehmende Erscheinung beschrieben, die ein „gewisses Repräsentationstalent“ besessen habe und in späteren Jahren von „schwärmerischer, sentimentaler Überspanntheit, verbunden mit momentan aufbrausender Heftigkeit“ gewesen sei. Nach eigener Aussage sang sie gern und viel und wurde „das lebendige Arienbuch“ genannt. Robert Schumanns musisches Talent förderte sie zunächst und ermöglichte ihm mit sieben Jahren Klavierunterricht bei dem Zwickauer Organisten Johann Gottfried Kuntsch. Nach dem Tod ihres Mannes im Jahr 1826, der ihr ein ansehnliches Vermögen hinterließ, wählte sie gemeinsam mit Roberts Vormund, dem Kaufmann Johann Gottlob Rudel, eine Juristenlaufbahn für ihren Sohn. Seinem Wunsch einer musikalischen Ausbildung stand sie ablehnend gegenüber, sie wollte ihm das „Hungerdasein“ eines Künstlers ersparen.

Das 1828 begonnene Jurastudium brach Robert Schumann jedoch ab und entschied sich 1830 endgültig für die Musik. In seinem bedeutenden Brief an die Mutter vom 30. Juli 1830 schrieb er: „Jetzt stehe ich am Kreuzwege und ich erschrecke bei der Frage: Wohin? - Folg' ich meinem Genius, so weist er mich zur Kunst, und ich glaube, zum rechten Weg.“ Trotz Sorgen und Bedenken richtete Christiane Schumann einen Brief an Friedrich Wieck, der Robert Schumann mit Unterbrechungen bereits vom August 1828 bis zum Februar 1829 Klavierunterricht erteilt hatte, und bat um seine Einschätzung bezüglich der zukünftigen künstlerischen Laufbahn ihres Sohnes. Wieck nahm Robert Schumann schließlich in Leipzig als Schüler auf. 

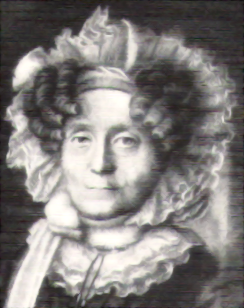
Christiane Schumann um 1830, Ausschnitt aus einer anonymen Miniatur

Christiane Schumann verfolgte den Werdegang ihres Sohnes mit Interesse, aber auch mit einigen Sorgen. Mit dem Weggang Robert Schumanns aus Zwickau 1828 und dem anschließenden Studium in Leipzig und Heidelberg begann eine umfangreiche Korrespondenz zwischen Mutter und Sohn. Insgesamt sind einschließlich zweier Briefe aus den Jahren 1817 und 1818 65 Briefe Robert Schumanns an seine Mutter und 37 Briefe seiner Mutter an ihn überliefert und 2020 innerhalb der Schumann-Briefedition veröffentlicht worden. Der Briefwechsel gibt u. a. Aufschluss über Robert Schumanns Reisen nach Süddeutschland 1828, nach Italien 1829, seine Studienaufenthalte in Leipzig und Heidelberg sowie seine dortigen Lebensverhältnisse. Auch über die Verletzung seiner rechten Hand, durch die er seine Virtuosenlaufbahn als Pianist aufgeben musste und sich vermehrt dem Komponieren widmete, berichtete Robert Schumann seiner Mutter. Während er sich als Student und angehender Komponist in seinen Briefen oft in Szene setzte und zwischen Verstellung und Realität nicht immer unterschied, zeigte sich Christiane Schumann in ihrer Korrespondenz stets als unverstellt. Insgesamt dokumentiert der Briefwechsel eine innige Beziehung zwischen der Mutter und ihrem jüngsten Sohn.

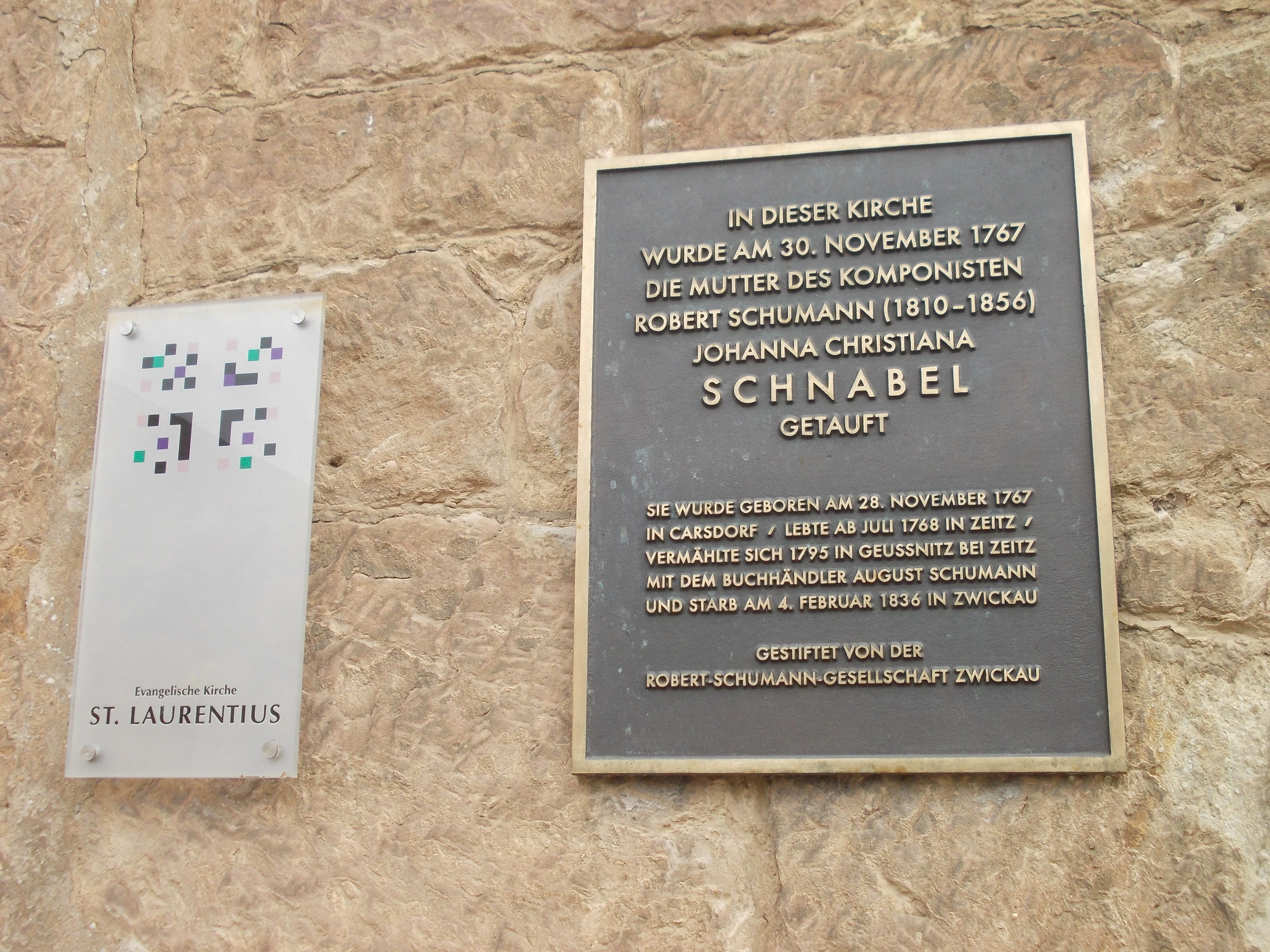
Gedenktafel für Johanna Christiana Schnabel

In einem Brief an Christiane Schumann vom 31. Dezember 1831 schrieb Robert Schumann: „Deinen Namen, teure Mutter, soll kein Konzert oder so ein Rondo tragen, sondern ein heiteres, frommes, reiches Lied – Bist Du's zufrieden?“ Erst in Christiane Schumanns Sterbejahr löste er sein Versprechen halbwegs ein. Er sandte ihr ein Druckexemplar seiner im Dezember 1835 erschienenen  Sechs Konzert-Etüden nach Capricen von Paganini op. 10 zu, versehen mit der handschriftlichen Widmung „Meiner geliebten Mutter. Robert Schumann.“
In ihrem letzten Brief an Robert Schumann vom 13. Dezember 1835 beschrieb Christiane Schumann ausführlich ihre körperlichen und seelischen Leiden sowie ihre diesbezüglichen „langen Erfahrungen und harten Prüfungen“. In ihrem Testament vom 27. Januar 1836 setzte sie ihre „theuren Kinder und Enkel“ Eduard, Carl, Robert, Emilie, Richard und Mathilde Schumann mit vielen detaillierten Regelungen „nach der gesetzlichen Erbfolge“ als Erben ein.
Am 4. Februar 1836 verstarb Christiane Schumann in Zwickau. An der evangelischen Kirche St. Laurentius in Karsdorf, in der sie am 30. November 1767 als Johanna Christiana Schnabel getauft worden war, ließ die Zwickauer Schumann-Gesellschaft 2012 ihr zu Ehren eine Gedenktafel anbringen.